# ポッホハマー記号
解析学におけるポッホハマー記号（ポッホハマーきごう、英: Pochhammer symbol）はレオ・オーギュスト・ポッホハマーの名に因む特殊函数で、組合せ論および超幾何級数論にも応用を持つ。

## 記法について
同じ函数を表す記号だが、表記にはいくつかバリエーションがある。
- {\displaystyle x^{(n)}}: 組合せ論で使用
- {\displaystyle (x,n),\,(x)_{n}}: 解析学、特殊函数論で使用
- {\displaystyle x^{\overline {n}},\,x^{\underline {n}}}: (その他の記法)

複素数 x と正整数 n に対して、特殊函数論では (x)n を昇冪
{\displaystyle (x)_{n}=\prod _{j=0}^{n-1}(x+j)=x(x+1)(x+2)\dotsb (x+n-1)}
を表すのに用いるが、組合せ論では (x)n を降冪
{\displaystyle (x)_{n}=\prod _{j=0}^{n-1}(x-j)=x(x-1)(x-2)\dotsb (x-n+1)}
として用いる。混乱を避けるため、昇冪を (x)n, 降冪を (x)n でそれぞれ表すこともよく行われる。さらに グラハム, クヌース & パタシュニク (2020, pp. 48–49, 64) は全く別の冪乗に似た記号を用いる。
{\displaystyle {\begin{aligned}x^{\overline {n}}&=x(x+1)(x+2)\cdots (x+n-1),\\x^{\underline {n}}&=x(x-1)(x-2)\cdots (x-n+1).\end{aligned}}}
差分学における降冪は微分学における冪の類似対応物である。
ガンマ関数Γを用いると
{\displaystyle {\begin{aligned}x^{\overline {n}}&={\frac {\Gamma (x+n)}{\Gamma (x)}},\\x^{\underline {n}}&={\frac {\Gamma (x+1)}{\Gamma (x-n+1)}}\end{aligned}}}
となる（ただしガンマ関数の引数が非正整数でない場合）。さらに x が正整数のときは階乗を用いて
{\displaystyle {\begin{aligned}x^{\overline {n}}&={\frac {(x+n-1)!}{(x-1)!}},\\x^{\underline {n}}&={\frac {x!}{(x-n)!}}\quad (x\geq n)\end{aligned}}}

## 性質

各 n に対するポッホハマー記号 (x, n) のグラフ

- ポッホハマー記号 (x, n) は複素変数 x に関して有理型函数である。
- 任意の自然数 n ∈ N に対して (x, n) は x の多項式であり、x = 0 を共通根に持つ。
- 変数 x の符号を反転するとき
{\displaystyle (-z,n)=(-1)^{n}(z-n+1,\,n).}
- 径数 n の符号を反転するとき、以下の関係式が成り立つ:
{\displaystyle (x,-n)=(-1)^{n}{\frac {1}{(1-x,n)}}.}
- {\displaystyle (z,\,n+m)=(z,n)(z+n,\,m)}
- 商の法則:
{\displaystyle {\frac {(x,n)}{(x,m)}}={\begin{cases}(x+m,\,n-m)&(n>m),\\[5pt]{\dfrac {1}{(x+m,\,m-n)}}&(m>n).\end{cases}}}
- 特殊値:
{\displaystyle (1,n)=n!\quad (n\in \mathbb {N} ).}
{\displaystyle (1/2,n)=2^{-n}(2n-1)!!\quad (n\in \mathbb {N} ).}
- 二項係数との間に以下の関係がある:
{\displaystyle {z \choose n}={\frac {(-z)_{n}}{n!}}.}

## 応用
ポッホハマー記号は函数の冪級数展開を表すのに用いられる。いくつか例を挙げれば、
1. ニュートンの二項級数:
{\displaystyle (1-z)^{a}=\sum _{k=0}^{\infty }{\frac {(-a)_{k}}{k!}}\,z^{k}\qquad (|z|<1).}
2. 超幾何函数:
{\displaystyle {}_{2}F_{1}\left({\begin{matrix}a,b\\[-3pt]c\end{matrix}}\;;\;z\right)=\sum _{k=0}^{\infty }{\frac {(a)_{k}(b)_{k}}{(c)_{k}k!}}\,z^{k}.}

## 一般化

### q-類似
ポッホハマー記号の q-類似に q-ポッホハマー記号がある。これは
{\displaystyle (a;q)_{0}:=1,\quad (a;q)_{n}:=\prod _{k=0}^{n-1}(1-aq^{k})=(1-a)(1-aq)(1-aq^{2})\cdots (1-aq^{n-1})}
で定義される。

### 多重ポッホハマー記号
多重指数に対するポッホハマー記号を以下のように定めることができる:
{\displaystyle (a)_{\kappa }^{(\alpha )}:=\prod _{i=1}^{m}\prod _{j=1}^{\kappa _{i}}\left(a-{\frac {i-1}{\alpha }}+j-1\right)\quad (\kappa =\kappa _{1}+\kappa _{2}+\dotsb +\kappa _{m},\,\alpha >0).}